# The Wizard of Lies
The Wizard of Lies è un film per la televisione del 2017 diretto da Barry Levinson, con protagonisti Robert De Niro e Michelle Pfeiffer.
La pellicola è l'adattamento cinematografico del libro biografico Wizard of Lies: Bernie Madoff and The Death of Trust della giornalista Diana B. Henriques sulla vita del broker e criminale Bernard Madoff.

## Trama
Nato a New York da una famiglia ebraica, Bernard Madoff ha iniziato la sua attività di broker negli anni sessanta. Il successo è tale che arriva anche a essere nominato presidente del NASDAQ, il listino dei titoli tecnologici statunitensi. Nessuno conosce però in realtà come operi e il mondo intero rimane scioccato di fronte al suo arresto avvenuto nel dicembre 2008 da parte degli agenti dell'FBI, che lo accusa di avere messo in piedi un gigantesco schema Ponzi, con cui ha truffato i suoi clienti e causato un ammanco di circa 50 miliardi di dollari. Oltre a distruggere la vita dei suoi clienti, Bernie ha distrutto anche l'esistenza della sua stessa famiglia, a partire da quella di sua moglie Ruth.

## Produzione
Il progetto prende vita nel 2011, quando nel maggio viene annunciato l'ingaggio di Robert De Niro come protagonista. Le riprese del film sono iniziate il 31 agosto 2015 a New York. Diana B. Henriques, l'autrice del libro da cui è tratta la sceneggiatura, ha lavorato come consulente durante lo sviluppo del progetto.

## Promozione
Il primo trailer del film viene diffuso il 14 gennaio 2017.

## Distribuzione
Il film è stato trasmesso il 20 maggio 2017 sul canale HBO. In Italia è andato in onda il 22 settembre su Sky Cinema Uno.

## Accoglienza

### Critica
Sul sito Rotten Tomatoes il film riceve il 72% delle recensioni professionali positive, su 39 critiche, con un voto medio di 6,5 su 10; sul sito Metacritic ottiene un punteggio di 67 su 100, basato su 26 recensioni.

### Spettatori
La première del film ha raccolto 1,5 milioni di spettatori sul canale HBO, diventando il miglior risultato degli ultimi quattro anni per il canale; nel weekend di debutto, considerando le repliche, il film è stato visto da un totale di 2,4 milioni di spettatori.

## Riconoscimenti
- 2017 - Emmy Award[11]
  - Candidatura per il miglior film per la televisione
  - Candidatura per il miglior attore protagonista in un film per la televisione o mini-serie tv a Robert De Niro
  - Candidatura per la miglior attrice non protagonista in un film per la televisione o mini-serie tv a Michelle Pfeiffer
- 2018 - Golden Globe[12]
  - Candidatura per il miglior attore in una mini-serie o film per la televisione a Robert De Niro
  - Candidatura per la migliore attrice non protagonista in una serie, mini-serie o film per la televisione a Michelle Pfeiffer
- 2018 - Screen Actors Guild Award[13]
  - Candidatura per il miglior attore in un film televisivo o mini-serie a Robert De Niro
- 2017 - Television Critics Association
  - Candidatura per il miglior film per la televisione, mini-serie tv o speciale
- 2018 - Satellite Award[14][15]
  - Miglior film per la televisione
  - Miglior attore in una miniserie o film per la televisione a Robert De Niro
  - Candidatura per la miglior attrice in una miniserie o film per la televisione a Michelle Pfeiffer
- 2018 - Critics' Choice Awards[16][17]
  - Miglior film per la televisione
  - Candidatura per il miglior attore in una miniserie o film per la televisione a Robert De Niro
  - Candidatura per la miglior attrice non protagonista in una miniserie o film per la televisione a Michelle Pfeiffer
- 2018 - Producers Guild of America Awards[18]
  - Candidatura per il David L. Wolper Award al miglior film televisivo
- 2018 -Directors Guild of America Award[19]
  - Candidatura per il miglior regista di un film per la tv o miniserie televisiva a Barry Levinson